# Антоніу Сімойнш
Антоніу Сімойнш да Кошта (порт. António Simões da Costa; нар. 14 грудня 1943, Корроюш, Португалія) — португальський футболіст та тренер, виступав на позиції вінґера.

## Клубна кар'єра

### «Бенфіка»
Народився в кварталі Корроюш міста Сейшал, в окрузі Сетубал. До складу «Бенфіки» приєднався у 15-річному віці, а два роки по тому став одним з провідних гравців команди. Разом з лісабонським клубом 10 разів вигравав португальський чемпіонат, а також одного разу Лігу чемпіонів. У фінальному матчі 1962 року допоміг обіграти (5:3) мадридський «Реал», завдяки чому став наймолодшим переможцем Ліги чемпіонів (на момент проведення матчу Антоніу виповнилося 18 матчів та 4 місяці).
Залишив «Бенфіку» по завершенні сезону 1974/75 років, здобувши з командою своє останнє чемпіонство. Зіграв зокрема в 26-и матчах того розіграшу, але не відзначився жодним голом. Загалом у футболці «Бенфіки» зіграв 14 сезонів на професіональному рівні, зіграв у 449-и офіційних матчах, в яких відзначився 72-а голами.

### США
У 32-річному віці переїхав до США, де підписав контракт з «Бостон Мінітмен», який виступав у NASL. За городян відіграв два сезони, у 1976 році перейшов до «Сан-Хосе Ерсквейкс», а потім — до «Даллас Торнадо».
У 1979 році приєднався до «Детройт Лайтінг» з Major Indoor Soccer League. Наступного сезону перебрався в «Чикаго Горизонс». За період виступів у США у період міжсезоння двічі повертався до Португалії, де виступав за «Ештуріл» та «Уніао Томар». Завершив кар'єру футболіста у віці 39 років у складі «Канзас-Сіті Кометс».

## Кар'єра в збірній
Дебютував у футболці національної збірної Португалії 6 травня 1992 року в програному (1:2) товариському поєдинку проти збірної Бразилії. Учасник чемпіонату світу 1966 року в Англії, відзначившись голом у першому матчі групового етапу проти Бразилії (3:1).
Загалом зіграв 46 матчів у футболці національної збірної, в яких відзначився 3-а голами. Через травму змушений був пропустити Кубок незалежності Бразилії. Востаннє футболку португальської збірної одягав 13 жовтня 1973 року, в нічийному (2:2) домашньому поєдинку кваліфікації чемпіонату світу 1974 року проти Болгарії.

## Кар'єра тренера
По завершенні кар'єри очолив жіночу національну збірну Португалії. У 1982 році призначений головним тренером «Фенікс Інферно» з MISL. У березні 1984 року Антоніу звільнили з займаної посади (його замінив на цій посаді Тед Подлеський), а Сімойнш перейшов до «Лас-Вегас Американс», де допомагав працювати Алану Меєру, проте в січні 1985 року залишив займану посаду. У 1989 році визнаний тренером року SISL на посаді головного тренера «Остін Сокаділлос». Працював з клубом третього дивізіону «Лузітанія» та «Уніан Мадейра», а також олімпійською збірною Португалії.
У квітні 2011 року приєднався до тренерського штабу національної збірної Ірану, де допомагав тренувати збірну своєму співвітчизнику Карлушу Кейрошу. У лютому 2014 року через особисті причини залишив займану посаду.

## Досягнення
«Бенфіка»
- Прімейра-Ліга
  -  Чемпіон (6): 1962/63, 1963/64, 1964/65, 1966/67, 1967/68, 1968/69, 1970/71, 1971/72, 1972/73, 1974/75[7]

- Кубок Португалії
  -  Володар (5): 1961/62, 1963/64, 1968/69, 1969/70, 1971/72[8]

- Кубок європейських чемпіонів
  -  Володар (1): 1961/62[8]

- Міжконтинентальний кубок
  -  Фіналіст (2): 1961[9], 1962[10]

Збірна
- Юнацький чемпіонат Європи (U-18)
  -  Володар (1): 1961

- Чемпіонат світу
  -  Бронзовий призер (1): 1966